# America (àlbum)
Love, Lust, Faith and Dreams és el cinquè LP de Thirty Seconds to Mars, llençat al mercat el 6 d'abril de 2018.
El primer senzill fou Walk on Water. El segon, Dangerous Night. L'àlbum consta de dotze cançons.

## Crèdits
- Jared Leto - Veus, Guitarra, Baix
- Shannon Leto - Bateria
- Tomo Miličević - Guitarra, Baix

## Llista de cançons
| Núm.          | Títol                                   | Composició                                                         | Productor                     | Durada |
| ------------- | --------------------------------------- | ------------------------------------------------------------------ | ----------------------------- | ------ |
| 1.            | «Walk on Water»                         | Jared Leto, Shannon Leto                                           | J. Leto                       | 3:05   |
| 2.            | «Dangerous Night»                       | J. Leto, Stephen Aiello                                            | Zedd, J. Leto                 | 3:19   |
| 3.            | «Rescue Me»                             | J. Leto, Graham Muron                                              | KillaGraham, J. Leto          | 3:37   |
| 4.            | «One Track Mind» (featuring A$AP Rocky) | J. Leto, Rakim Mayers, Daniel Omelio                               | Robopop, J. Leto, KillaGraham | 4:20   |
| 5.            | «Monolith»                              | J. Leto                                                            | J. Leto                       | 1:38   |
| 6.            | «Love Is Madness» (featuring Halsey)    | J. Leto, Ashley Nicolette Frangipaine                              | J. Leto, Jamie Schefman       | 3:54   |
| 7.            | «Great Wide Open»                       | J. Leto                                                            | J. Leto                       | 4:49   |
| 8.            | «Hail to the Victor»                    | J. Leto, Aiello, Jim Taihuttu, Nils Rondhuis, Thom van der Bruggen | J. Leto, Yellow Claw          | 3:22   |
| 9.            | «Dawn Will Rise»                        | J. Leto                                                            | Schefman, J. Leto             | 3:57   |
| 10.           | «Remedy»                                | S. Leto, Aiello                                                    | J. Leto                       | 3:17   |
| 11.           | «Live Like a Dream»                     | J. Leto                                                            | J. Leto                       | 4:06   |
| 12.           | «Rider»                                 | J. Leto                                                            | Tommy English, J. Leto        | 2:58   |
| Durada total: | Durada total:                           | Durada total:                                                      | Durada total:                 | 42:22  |